# Nathan Parsons
Nathan Dean Parsons (16 de junio de 1988, Adelaida, Australia) es un actor australiano radicado en Estados Unidos. Es conocido por interpretar a Ethan Lovett en General Hospital, James Kent en True Blood y a Jackson Kenner en The Originals.

## Biografía
Parsons nació en Adelaida, Australia pero fue criado en Colorado y Texas. Se mudó a Los Ángeles para asistir a la Universidad del Sur de California, después de ser aceptado en el programa de Bachelor of Fine Arts en actuación. También es miembro del Boom Kat Dance Theatre, una compañía de danza sin fines de lucro con sede en Santa Mónica, California. En su tiempo libre, Parsons practica la danza, escalada, senderismo, fútbol, lacrosse, fútbol americano, yoga, y buceo.

### Carrera
Nathan comenzó su carrera en 1991, el trabajo de doblaje de anime japonés para ADV Films, incluyendo el papel principal de Jean Roque-Raltique en Nadia: The Secret of Blue Water y partes de Soul Hunter, Devil Lady y Jing: King of Bandits. En 2007 apareció en la película Teeth y The Brotherhood V: Alumni en 2009.
En 2009 obtuvo el papel de Ethan Lovett en General Hospital. En diciembre de 2011, Parsons anunció que había decidido no renovar su contrato con la serie, siendo la emisión del 7 de marzo de 2012, su última aparición. Su interpretación le valió una nominación para un Premio Daytime Emmy en la categoría de Mejor actor joven. En 2013, Parsons retoma el personaje de Ethan como parte del 50 aniversario de la serie durante dos episodios.
También apareció de forma recurrente en Bunheads, donde dio vida a Godot. En 2014, se une al elenco recurrente de The Originals, donde interpreta a Jackson Kenner, el alfa de la manada de lobos conocidos como los Media luna. Ese mismo año fue elegido para reemplazar a Luke Grimes en la temporada final de True Blood, dando vida a James Kent.

## Filmografía
| Cine        | Cine                            | Cine                     | Cine                                         |
| Año         | Película                        | Rol                      | Notas                                        |
| ----------- | ------------------------------- | ------------------------ | -------------------------------------------- |
| 1991        | Nadia: The Secret of Blue Water | Jean                     | voz                                          |
| 1998        | Devilman Lady                   | Kid                      | voz                                          |
| 2002        | Ô dorobô Jing                   | Angostura                | voz                                          |
| 2007        | Teeth                           | Soda Spritzer            |                                              |
| 2009        | The Brotherhood V: Alumni       | Holden                   |                                              |
| 2011        | The Roommate                    | Cajero                   |                                              |
| 2013        | #twitterkills                   | Justin Tyme              | Cortometraje                                 |
| Televisión  |                                 |                          |                                              |
| Año         | Título                          | Rol                      | Notas                                        |
| 1990 - 1991 | Nadia: The Secret of Blue Water | Jean (voz)               | 39 episodios                                 |
| 2009 - 2013 | General Hospital                | Ethan Lovett             | Elenco principal (2009-2012) Invitado (2013) |
| 2011        | State of Georgia                | Doug                     | 1 episodio                                   |
| 2012 - 2013 | Bunheads                        | Godot                    | 7 episodios                                  |
| 2013        | The Nightmare Nanny             | Jake                     | Película para televisión                     |
| 2014        | Complete Works                  | Fantasy Shakespeare      | 1 episodio                                   |
| 2014 - 2016 | The Originals                   | Jackson Kenner           | Elenco recurrente                            |
| 2014        | True Blood                      | James Kent               | Elenco principal                             |
| 2017        | Érase una vez                   | Hansel/Jack/Nick Branson |                                              |
| 2019 - 2022 | Roswell, New Mexico             | Max Evans                | Elenco principal                             |
| 2020        | I Still Believe                 | Jean-Luc                 | Secundario                                   |